# Esquennoy
Esquennoy [ekɛnwa] est une commune française située dans le département de l'Oise, en région Hauts-de-France. Ses habitants sont appelés les Esquenouillards et les Esquenouillardes.

## Géographie

### Localisation

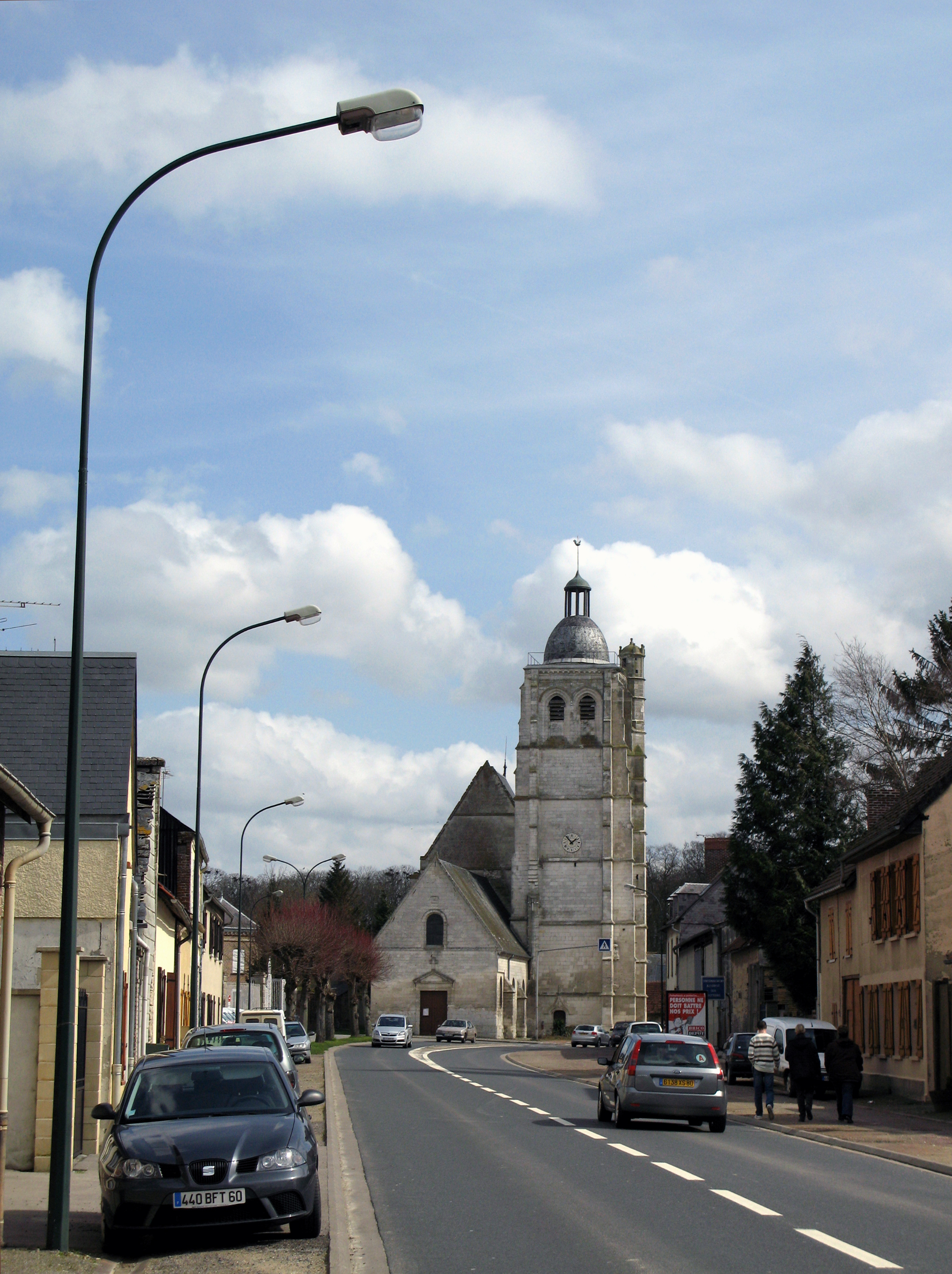
La route nationale et l'église.

Esquennoy est un bourg rural du nord de l'Oise, située dans la vallée de la Noye et sur l'ancienne route nationale 1 (actuelle RD 1001) entre Beauvais et Amiens, à une distance d'environ 110 km au nord de Paris.
En 1843, Louis Graves indiquait que la  « commune occupe la plus grande partie du bassin qui s'étend entre la côte à galets, les hauteurs boisées de Fléchy et de Villers-Vicomte, la ville de Breteuil et la vallée de la Noye. Sa superficie est tourmentée, inégale, découverte, à l'exception d'un bois situé vers l'angle nord-est.

Le chef-lieu formé d'une seule et large rue en lignes brisées se trouve à-peu-près au centre; il est assez bien bâti ».

### Communes limitrophes
| Fléchy          | Bonneuil-les-Eaux | Paillart |
| Villers-Vicomte | Esquennoy         |          |
| Hardivillers    |                   | Breteuil |

### Hydrographie
La commune est située dans le bassin Artois-Picardie. Elle n'est drainée par aucun cours d'eau.

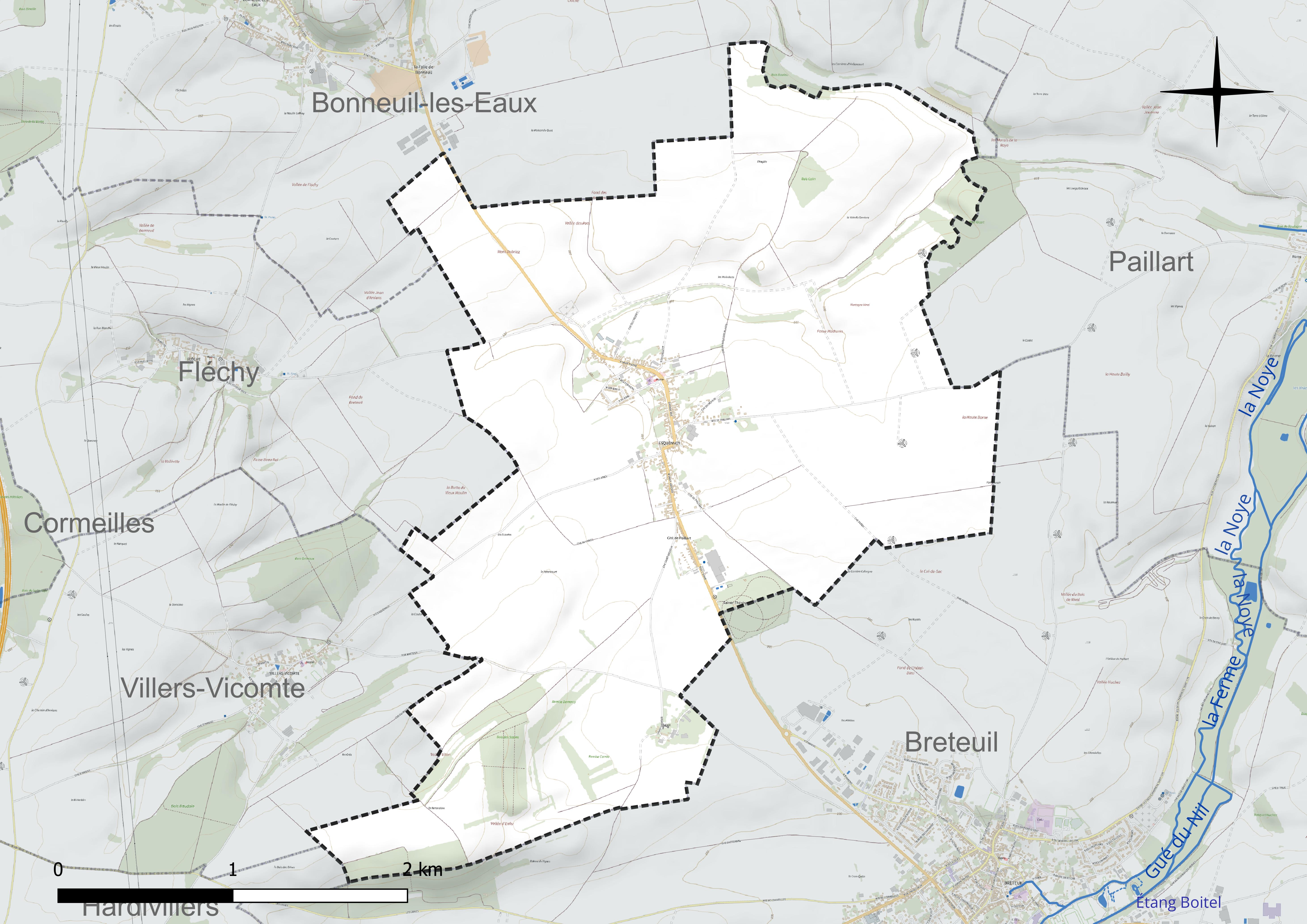
Réseau hydrographique d'Esquennoy.

### Climat
Pour des articles plus généraux, voir Climat des Hauts-de-France et Climat de l'Oise.
En 2010, le climat de la commune est de type climat océanique dégradé des plaines du Centre et du Nord, selon une étude du CNRS s'appuyant sur une série de données couvrant la période 1971-2000. En 2020, Météo-France publie une typologie des climats de la France métropolitaine dans laquelle la commune est exposée à un climat océanique et est dans la région climatique Nord-est du bassin Parisien, caractérisée par un ensoleillement médiocre, une pluviométrie moyenne régulièrement répartie au cours de l'année et un hiver froid (3 °C).
Pour la période 1971-2000, la température annuelle moyenne est de 10,3 °C, avec une amplitude thermique annuelle de 14,4 °C. Le cumul annuel moyen de précipitations est de 730 mm, avec 11,6 jours de précipitations en janvier et 8,5 jours en juillet. Pour la période 1991-2020, la température moyenne annuelle observée sur la station météorologique la plus proche, située sur la commune de Rouvroy-les-Merles à 7 km à vol d'oiseau, est de 10,7 °C et le cumul annuel moyen de précipitations est de 647,9 mm,. Pour l'avenir, les paramètres climatiques de la commune estimés pour 2050 selon différents scénarios d'émission de gaz à effet de serre sont consultables sur un site dédié publié par Météo-France en novembre 2022.

## Urbanisme

### Typologie
Au 1er janvier 2024, Esquennoy est catégorisée bourg rural, selon la nouvelle grille communale de densité à sept niveaux définie par l'Insee en 2022.
Elle est située hors unité urbaine. Par ailleurs la commune fait partie de l'aire d'attraction de Breteuil, dont elle est une commune de la couronne,. Cette aire, qui regroupe 5 communes, est catégorisée dans les aires de moins de 50 000 habitants,.

### Occupation des sols
L'occupation des sols de la commune, telle qu'elle ressort de la base de données européenne d'occupation biophysique des sols Corine Land Cover (CLC), est marquée par l'importance des territoires agricoles (91,5 % en 2018), en diminution par rapport à 1990 (93,4 %). La répartition détaillée en 2018 est la suivante : 
terres arables (86,5 %), zones urbanisées (6,6 %), zones agricoles hétérogènes (5 %), forêts (1,9 %). L'évolution de l'occupation des sols de la commune et de ses infrastructures peut être observée sur les différentes représentations cartographiques du territoire : la carte de Cassini (XVIIIe siècle), la carte d'état-major (1820-1866) et les cartes ou photos aériennes de l'IGN pour la période actuelle (1950 à aujourd'hui).

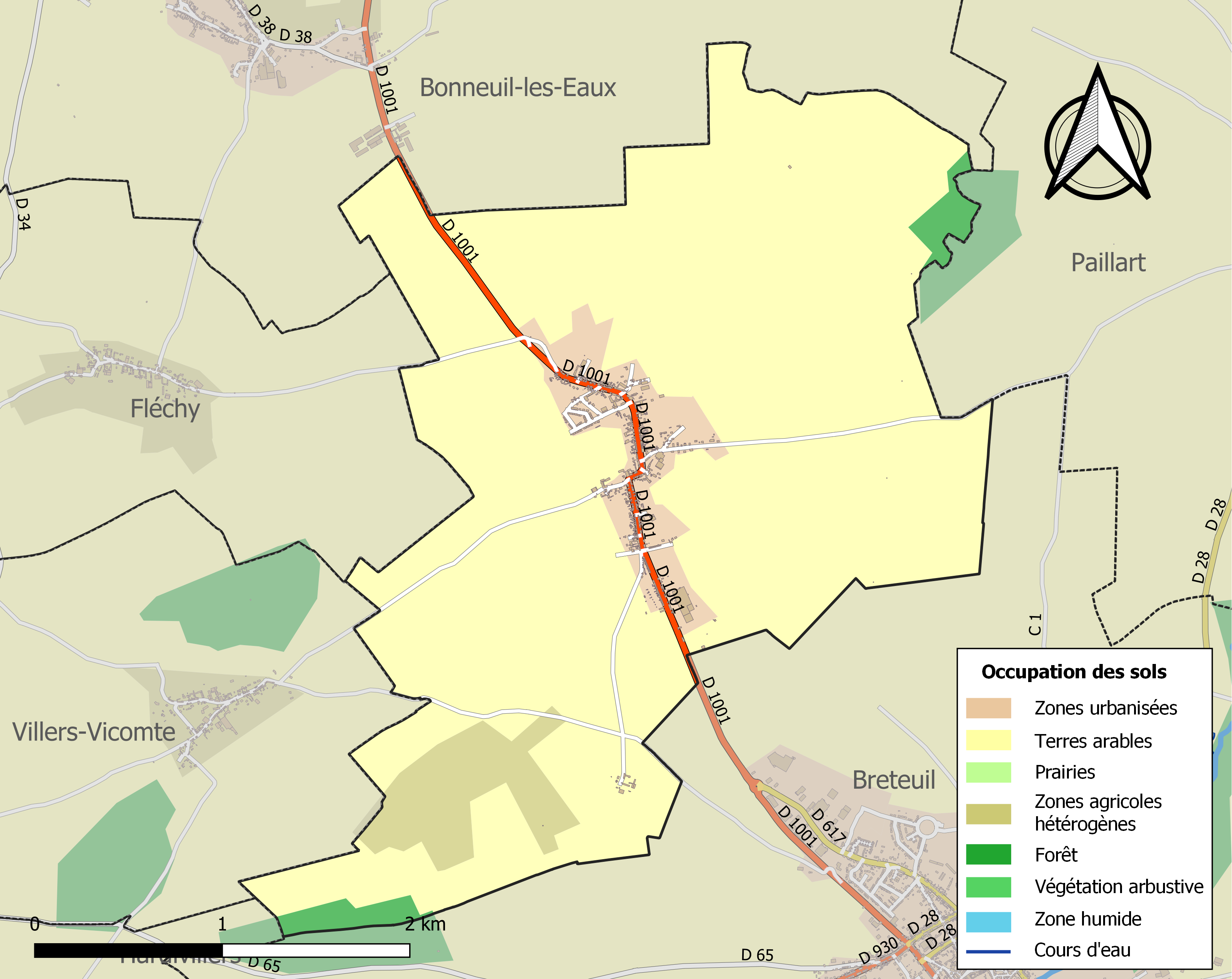
Carte des infrastructures et de l'occupation des sols de la commune en 2018 (CLC).

### Lieux-dits, hameaux et écarts
Le village comprend un hameau, Saint-Sauveur.

### Habitat et logement
En 2019, le nombre total de logements dans la commune était de 333, alors qu'il était de 329 en 2014 et de 315 en 2009.
Parmi ces logements, 88,8 % étaient des résidences principales, 1,8 % des résidences secondaires et 9,4 % des logements vacants. Ces logements étaient pour 96 % d'entre eux des maisons individuelles et pour 4 % des appartements.
Le tableau ci-dessous présente la typologie des logements à Esquennoy en 2019 en comparaison avec celle de l'Oise et de la France entière. Une caractéristique marquante du parc de logements est ainsi une proportion de résidences secondaires et logements occasionnels (1,8 %) inférieure à celle du département (2,4 %) mais supérieure à celle de la France entière (9,7 %). Concernant le statut d'occupation de ces logements, 67,8 % des habitants de la commune sont propriétaires de leur logement (67,6 % en 2014), contre 61,4 % pour l'Oise et 57,5 pour la France entière.
| Typologie                                               | Esquennoy | Oise | France entière |
| ------------------------------------------------------- | --------- | ---- | -------------- |
| Résidences principales (en %)                           | 88,8      | 90,4 | 82,1           |
| Résidences secondaires et logements occasionnels (en %) | 1,8       | 2,4  | 9,7            |
| Logements vacants (en %)                                | 9,4       | 7,1  | 8,2            |

### Voies de communication et transports
La commune est desservie, en 2023, par les lignes 624, 6109, 6122, 6140 et 6304 du réseau interurbain de l'Oise. Elle est également desservie par la ligne 730 du réseau Trans'80.

## Toponymie
La localité a été désignée comme Esquesnoy, Esquenoy, Esquennoye, Esquenois, Esquennois, Esquenoy, Esquernoy, Les Quaisnois, Le Quesnois, Equennoy.
Le toponyme Esquennoy est issu du gaulois cassanos signifiant chêne.

## Histoire

### Moyen Âge
La paroisse d'Esquennoy, origine de l'actuelle commune, est fondée en 1239 par Mathieu, abbé de Breteuil, Mathieu, sur le site d'une forêt défrichée dont les restes existaient encore en 1843 sous le nom de bois d'Esguennoy.

#### Les Templiers et les Hospitaliers
Une maison de l'ordre du Temple se trouvait à Esquennoy. Un acte d'amortissement de 1212 indique que Catherine, comtesse de Blois et de Clermont avait donné aux Templiers « sa ville » d'Esquennoy, non loin de Breteuil, avec tous ses droits, à cette condition que l'anniversaire du feu comte et le sien, seraient célébrés au Temple à Paris.
Après la dissolution de l'Ordre du Temple, la maison est reprise par les Hospitaliers de l'ordre de Saint-Jean de Jérusalem qui y fonde un hôpital dénommé Saint-Pantaléon et qui dépendait de la commanderie de Sommereux. « Cet établissement possédait le bois dit de la commanderie, avec des terres sur Blancfossé , Bonneuil, Flers, et une redevance de vingt muids de blé froment à prendre sur les moulins de Moreuil ».
C'est lors des travaux sur la nationale 1 qu'on redécouvre un complexe réseau de souterrains appartenant à l'ancienne commanderie des hospitaliers de l'ordre de Saint-Jean de Jérusalem, qui avait été transformée en grange à la suite de la confiscation des biens de l'Ordre. La grange, elle-même tombée en ruine, s'était fait oublier depuis la Révolution française.

### Temps modernes
Lors des Guerres de Religion, en 1589, « de nombreux partis de huguenots ravageant les environs, les habitons d'Esquennoy entourèrent leur village de murailles  percées de meurtrières pour se défendre. Cinq des plus hardis montèrent sur le clocher après avoir muré les fenêtres de l'église; ils se défendirent quelque temps avec des couleuvrines qui portaient jusque dans Saint-Sauveur. Comme ils interceptaient le passage sur la grande route et sur le chemin de Conty, les huguenots s'emparèrent de force du village, et la population se réfugia dans le fort ; le vicaire fut surpris et massacré en voulant reconnaître l'ennemi. Ceux qui étaient dans le clocher ne capitulèrent qu'à condition d'avoir la vie sauve et après avoir tué beaucoup de monde; on a conservé les noms de quatre de ces citoyens courageux, de Marsy (Germain), Lambert (Gaudofroy), Pillon, et Bazin de Bosaudemer seigneur de Saint-Sauveur. Les huguenots détruisirent les galeries qui couronnaient la plate-forme de la tour afin qu'on ne pût s'abriter derrière. Le clocher porte encore les traces de quelques boulets qu'il reçut dans cette occasion ».

### Révolution française et Empire
Lors de la Révolution française, les biens des Hospitaliers sont vendus comme biens nationaux.

### Époque contemporaine
En 1843, on comptait à Esquennoy un moulin à vent et une carrière.
Le bourg avait encore vers 1850 une activité textile importante (filage et tissage de la laine). L'entreprise Sellier-Delaforge d'Esquennoy participe à l'exposition universelle de 1867, dans la catégorie des fils et tissus de laine peignée. En 1894 a lieu une grève d'ouvriers tisseurs à Esquennoy

Esquennoy au tout début du XXe siècle
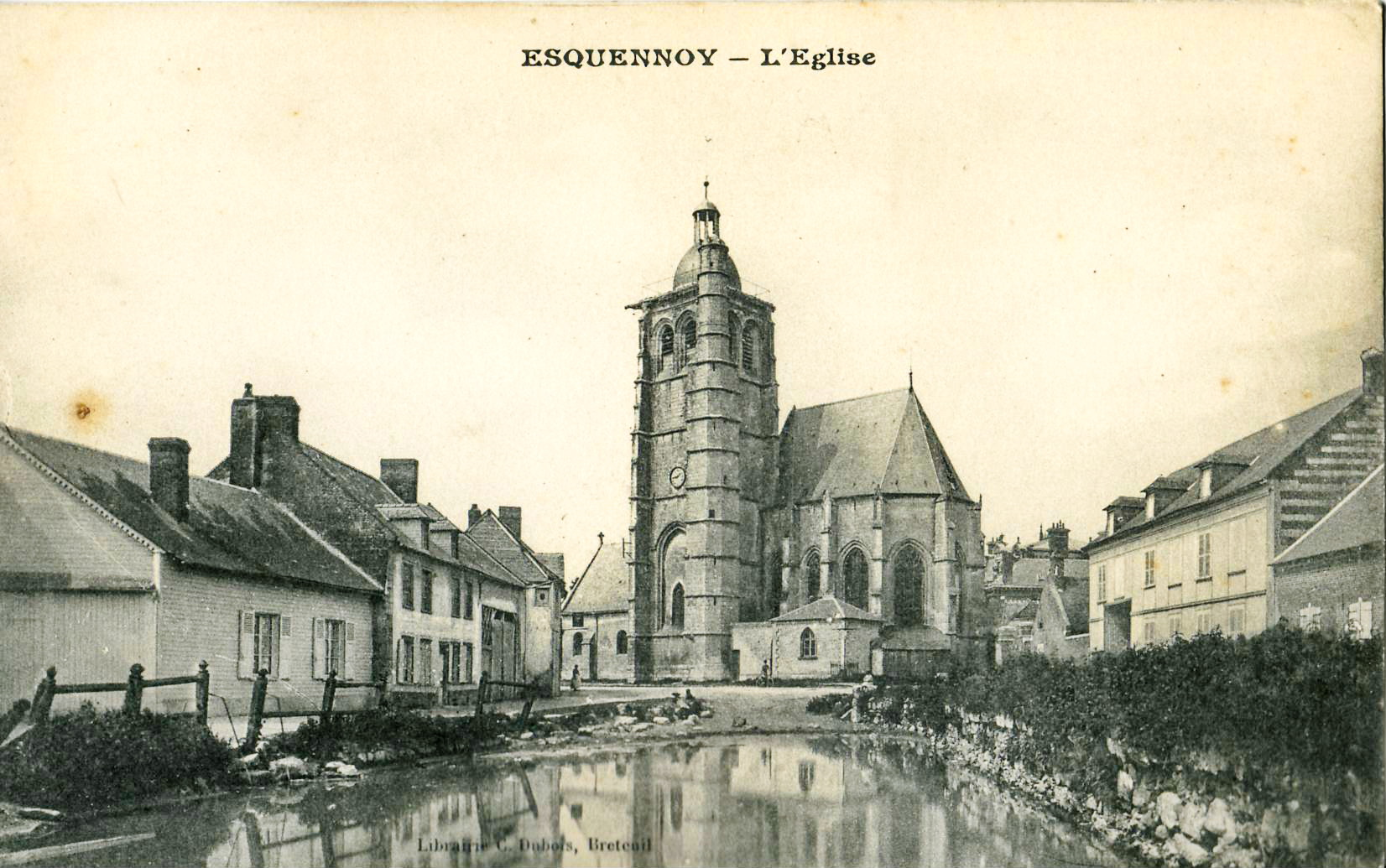
L'église.
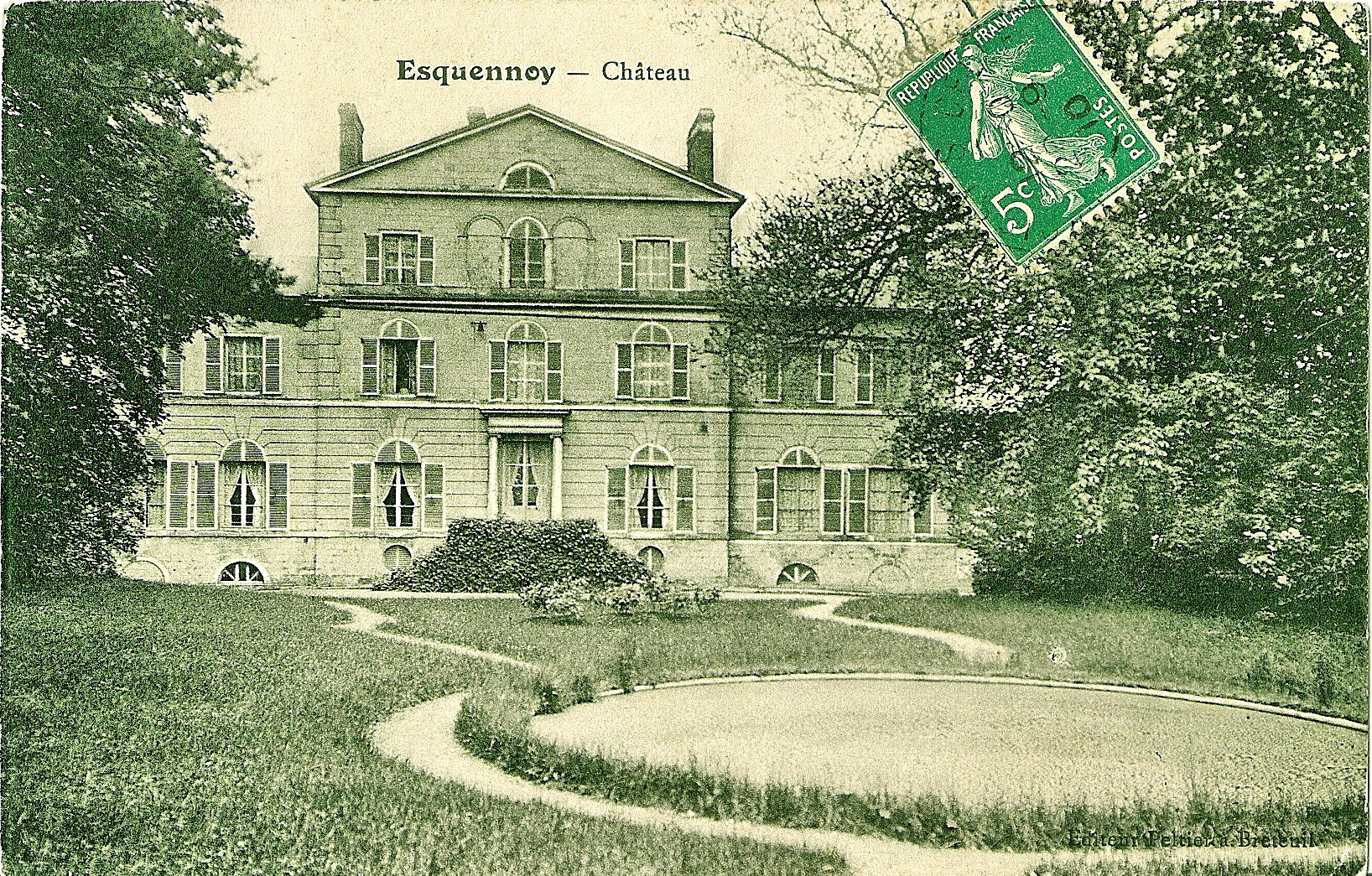
Le château d'Esquennoy.
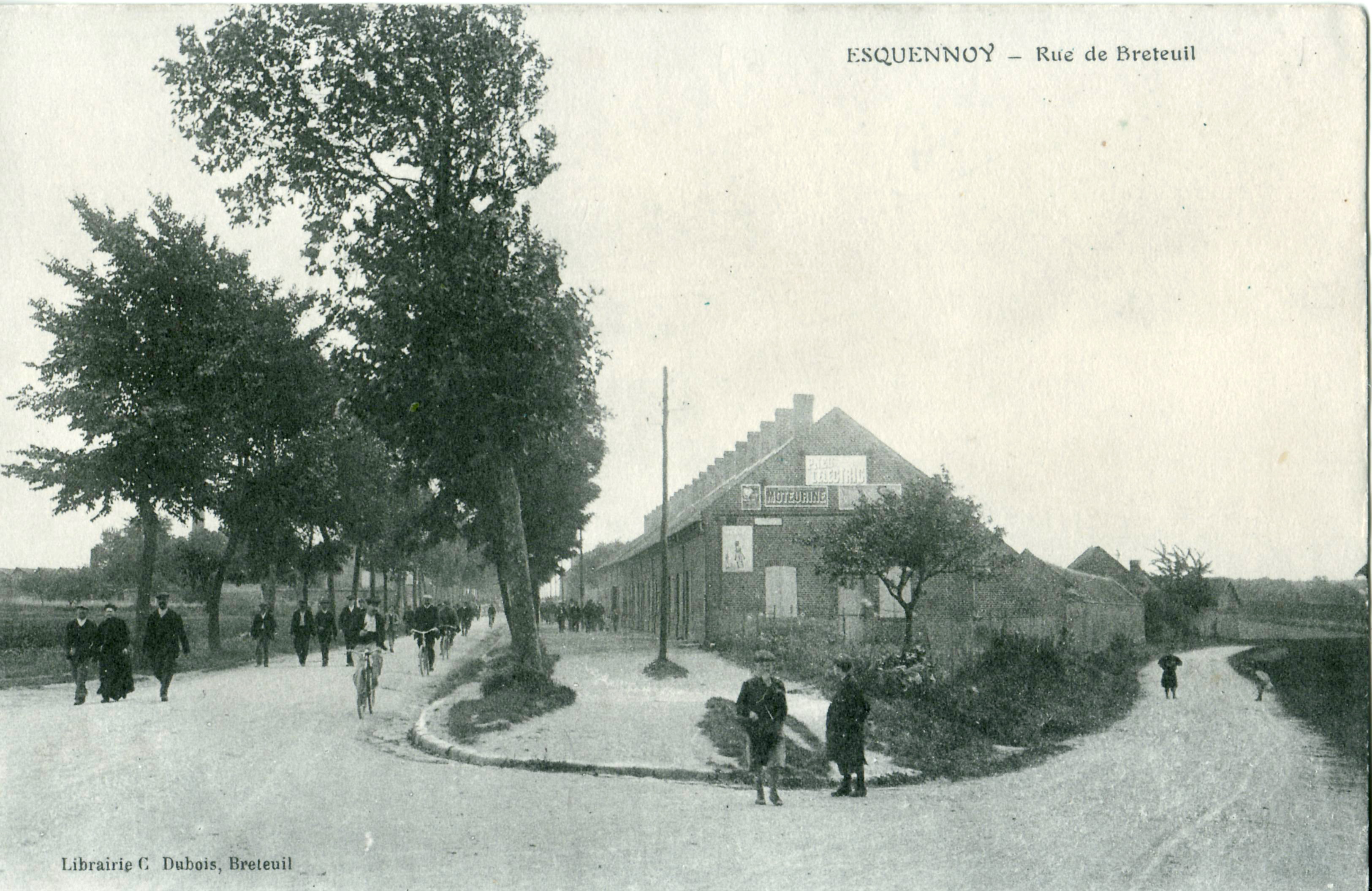
La Rue de Breteuil

Durant la Première Guerre mondiale, la commune accueillait un aérodrome militaire français. Le village a été bombardé par l'aviation allemande en août 1918, tuant un pilote et quatre soldats français, et détruisant vingt avions ainsi que des hangars Bessonneau. Le camp d'aviation existait encore en 1920, et pouvait être exceptionnellement utilisés par l'aviation civile,.
La route nationale 1, qui traverse le village, s'affaisse au beau milieu de celui-ci, durant l'année 2004. La circulation y a été impossible durant plusieurs mois.

## Politique et administration

### Rattachements administratifs et électoraux

#### Rattachements administratifs
La commune se trouve dans l'arrondissement de Clermont du département de l'Oise.
Elle faisait partie depuis 1793 du canton de Breteuil. Dans le cadre du redécoupage cantonal de 2014 en France, cette circonscription administrative territoriale a disparu, et le canton n'est plus qu'une circonscription électorale.

#### Rattachements électoraux
Pour les élections départementales, la commune est membre depuis 2014 du  canton de Saint-Just-en-Chaussée
Pour l'élection des députés, elle fait partie de la première circonscription de l'Oise.

### Intercommunalité
La commune faisait partie de la communauté de communes des Vallées de la Brèche et de la Noye créée fin 1992.
Dans le cadre des dispositions de la loi portant nouvelle organisation territoriale de la République (Loi NOTRe) du 7 août 2015, qui prévoit que les établissements publics de coopération intercommunale (EPCI) à fiscalité propre doivent avoir un minimum de 15 000 habitants, le préfet de l'Oise a publié en octobre 2015 un projet de nouveau schéma départemental de coopération intercommunale, qui prévoit la fusion de plusieurs intercommunalités, et notamment celle de Crèvecœur-le-Grand (CCC) et celle des Vallées de la Brèche et de la Noye (CCVBN), soit une intercommunalité de 61 communes pour une population totale de 27 196 habitants.
Après avis favorable de la majorité des conseils communautaires et municipaux concernés, cette intercommunalité dénommée communauté de communes de l'Oise Picarde et dont la commune est désormais membre, est créée au 1er janvier 2017.

### Liste des maires
| Période                                  | Période                    | Identité          | Étiquette | Qualité                                                    |
| ---------------------------------------- | -------------------------- | ----------------- | --------- | ---------------------------------------------------------- |
| Les données manquantes sont à compléter. |                            |                   |           |                                                            |
| septembre 1839                           | juin 1850                  | Pierre Payen      |           |                                                            |
| Les données manquantes sont à compléter. |                            |                   |           |                                                            |
| 1925                                     |                            | Léon Colin        |           |                                                            |
| Les données manquantes sont à compléter. |                            |                   |           |                                                            |
| 1961                                     | mars 2001                  | Arthur Millot     |           | Vice-président de la CC Vallées de la Brèche et de la Noye |
| mars 2001                                | 30 octobre 2012            | Françoise Rivière | DVG       | Retraitée Démissionnaire                                   |
| décembre 2012                            | 2020                       | Jean-Marc Évrard  |           | Médecin                                                    |
| mai 2020                                 | En cours (au 21 mars 2022) | Sylvain Germain   |           | Professeur                                                 |

## Population et société

### Démographie

#### Évolution démographique
L'évolution du nombre d'habitants est connue à travers les recensements de la population effectués dans la commune depuis 1793. Pour les communes de moins de 10 000 habitants, une enquête de recensement portant sur toute la population est réalisée tous les cinq ans, les populations de référence des années intermédiaires étant quant à elles estimées par interpolation ou extrapolation. Pour la commune, le premier recensement exhaustif entrant dans le cadre du nouveau dispositif a été réalisé en 2006.

En 2022, la commune comptait 735 habitants, en évolution de +1,66 % par rapport à 2016 (Oise : +0,87 %, France hors Mayotte : +2,11 %).
| 1793 | 1800 | 1806 | 1821 | 1831 | 1836 | 1841  | 1846  | 1851  |
| ---- | ---- | ---- | ---- | ---- | ---- | ----- | ----- | ----- |
| 691  | 608  | 768  | 865  | 957  | 927  | 1 000 | 1 011 | 1 012 |

| 1856 | 1861 | 1866 | 1872 | 1876  | 1881  | 1886  | 1891  | 1896  |
| ---- | ---- | ---- | ---- | ----- | ----- | ----- | ----- | ----- |
| 950  | 925  | 928  | 919  | 1 017 | 1 252 | 1 214 | 1 151 | 1 029 |

| 1901 | 1906 | 1911 | 1921 | 1926 | 1931 | 1936 | 1946 | 1954 |
| ---- | ---- | ---- | ---- | ---- | ---- | ---- | ---- | ---- |
| 756  | 958  | 907  | 819  | 806  | 683  | 654  | 641  | 682  |

| 1962 | 1968 | 1975 | 1982 | 1990 | 1999 | 2006 | 2011 | 2016 |
| ---- | ---- | ---- | ---- | ---- | ---- | ---- | ---- | ---- |
| 737  | 806  | 936  | 885  | 876  | 881  | 783  | 733  | 723  |

| 2021 | 2022 | - | - | - | - | - | - | - |
| ---- | ---- | - | - | - | - | - | - | - |
| 727  | 735  | - | - | - | - | - | - | - |

#### Pyramide des âges
La population de la commune est relativement jeune.
En 2018, le taux de personnes d'un âge inférieur à 30 ans s'élève à 37,0 %, soit en dessous de la moyenne départementale (37,3 %). À l'inverse, le taux de personnes d'âge supérieur à 60 ans est de 24,7 % la même année, alors qu'il est de 22,8 % au niveau départemental.
En 2018, la commune comptait 362 hommes pour 352 femmes, soit un taux de 50,7 % d'hommes, légèrement supérieur au taux départemental (48,89 %).
Les pyramides des âges de la commune et du département s'établissent comme suit.
| Hommes | Classe d’âge | Femmes |
| ------ | ------------ | ------ |
| 0,6    | 90 ou +      | 0,9    |
| 7,0    | 75-89 ans    | 9,2    |
| 16,8   | 60-74 ans    | 15,0   |
| 23,1   | 45-59 ans    | 23,8   |
| 14,9   | 30-44 ans    | 14,6   |
| 13,8   | 15-29 ans    | 17,3   |
| 23,9   | 0-14 ans     | 19,2   |

| Hommes | Classe d’âge | Femmes |
| ------ | ------------ | ------ |
| 0,5    | 90 ou +      | 1,4    |
| 5,5    | 75-89 ans    | 7,6    |
| 15,6   | 60-74 ans    | 16,3   |
| 20,8   | 45-59 ans    | 20     |
| 19,4   | 30-44 ans    | 19,4   |
| 17,6   | 15-29 ans    | 16,2   |
| 20,6   | 0-14 ans     | 19,1   |

## Économie
L'usine Airelec, du groupe Muller se trouve  à l'emplacement des anciens tissages de la commune, occupés ensuite par  la Société Industrielle d'Articles d'Eclairage (SIAE) qui fabrique des lampes à pétrole ainsi que des articles de cuivrerie artistique, locaux cédés après les destructions de la seconde guerre mondiale à la société Pigeon qui produira ses fameuses lampes ainsi que des réchauds jusqu'en 1960. A cette époque, l'usine est acquise par Radial qui y fabrique des radiateurs de chauffage central en aluminium, puis, progressivement, des appareils de chauffage électrique.
On note également l'entreprise ERISAP, située dans le centre de la commune et y perpétue une activité de tôlerie en fabriquant des structures métalliques.

## Culture locale et patrimoine

### Lieux et monuments

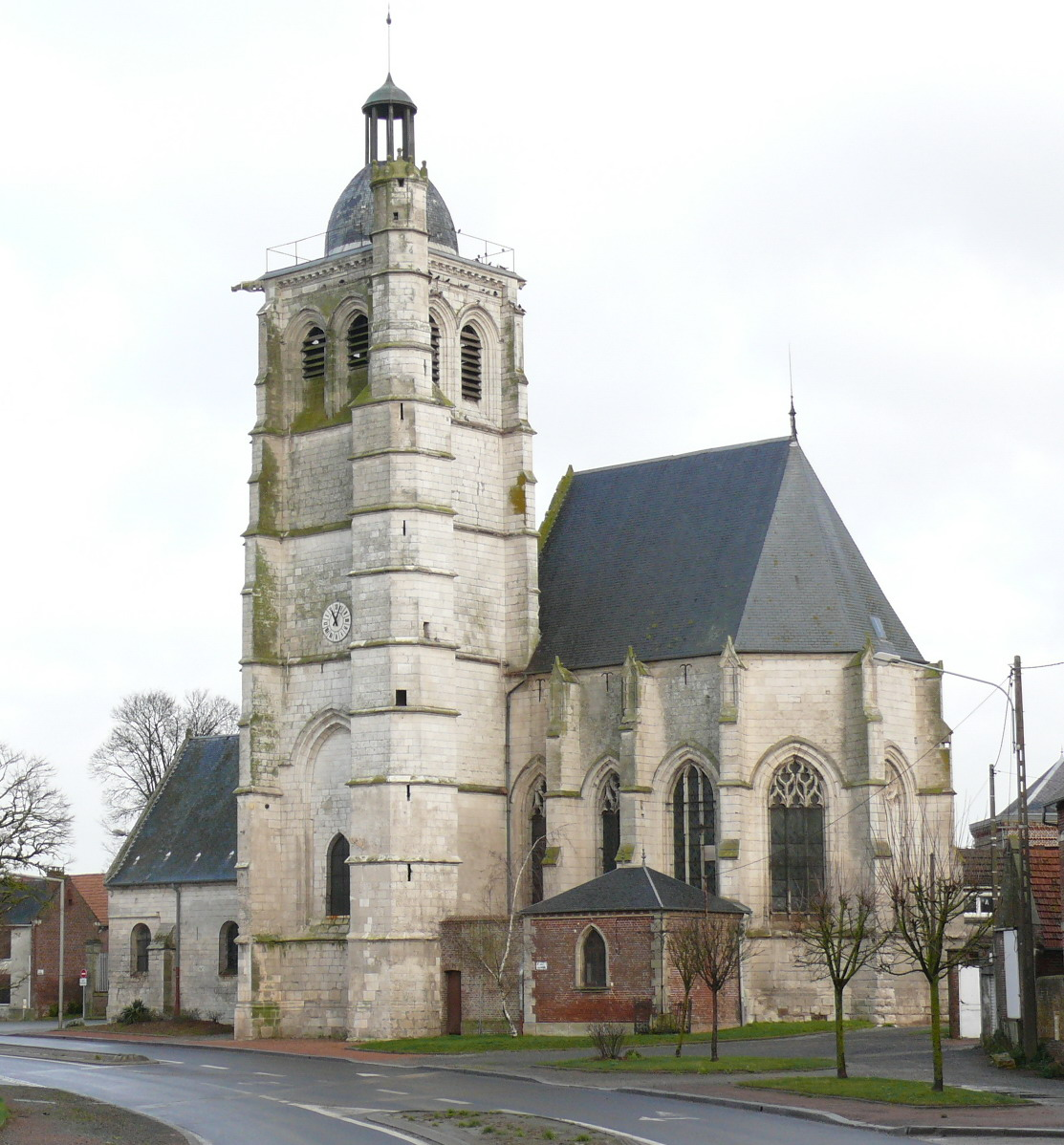
L'église Saint-Pierre.

- Église Saint-Pierre : datant de 1540, la tour carrée de style Renaissance culmine à 40 m de haut. La nef a été reconstruite en 1834 et se poursuit par un beau chœur de la fin du gothique, doté de belles voûtes structurées par une croisée d'ogives traditionnelle complétée par des liernes dotées de dix-neuf clefs pendantes de tailles variées qui émaillent son réseau. 
Le mobilier comprend un retable et une chaire baroques, des statues du XVIe siècle. Sur les murs de l'édifice, il est possible de voir deux boulets de canon qui se sont incrustés dans la pierre. Quelque statues et les fonts baptismaux sont classés monument historique[45]. 
L'église, après une dizaine d'années de chantier, a été rouverte en 2019[46].

- Château d'Esquennoy : on y trouvait encore au XIXe siècle dans le parc les ruines d'un château ancien.
- Château de Saint-Sauveur (XVIIIe siècle) : situé au hameau du même nom, il date de la fin du XVIIIe siècle. Il est agrémenté d'une chapelle datant de 1841.
- Granges d'origine templière.
- Ancienne commanderie de l'ordre de Saint-Jean de Jérusalem transformée en ferme.
- Chapelle Sellier-Delaforge à l'entrée du cimetière.
- Souterrains-refuges.

### Personnalités liées à la commune
- Roland Garros, pilote de guerre, met au point à Esquennoy, pendant la Première Guerre mondiale, la mitrailleuse tirant à travers l'hélice, qui révolutionne alors les combats aériens[22].

- Vasco Evtimov, joueur de basket-ball franco-bulgare, était membre du club sportif de la commune en 1990-1991[47].

## Héraldique
| Blason de Esquennoy | Blason  | Tiercé en pairle renversé: au 1er d'azur au chêne d'or, au 2e d'argent à deux clefs de gueules passées en sautoir, au 3e de sinople à deux navettes de tisserand d'or remplies de sable et passées en sautoir. |
| Blason de Esquennoy | Détails | Adopté le 11 juin 2024. |